# En Vivo: Desde Mexico
En Vivo: Desde Mexico é o primeiro álbum ao vivo do grupo chileno Kudai, gravado e produzido no México. Foi lançado em 2 de outubro de 2007.

## Faixas
1. "Intro"
2. "No Quiero Regresar"
3. "Vuelo"
4. "Tal Vez"
5. "Okay"
6. "Lejos De La Ciudad"
7. "Tú"
8. "Ya Nada Queda"
9. "Quiero Mis Quinces"
10. "Llévame"
11. "Escapar"
12. "Sin Despertar"
13. "Déjame Gritar"